# 探索载人月球车
探索载人月球车，又称中国载人月球车，是中国载人月球探测工程中可由航天员驾驶的月球車，目前正处于初样研制阶段。中国计划于2030年前实现载人登陆月球。
其名称“探索”寓意对未知世界的探索实践，契合“探索浩瀚宇宙、发展航天事业、建设航天强国”的航天梦。

## 历史
2023年5月29日，中國載人航天工程辦公室征集中国载人月球车研制方案。同年10月24日，中國載人航天工程辦公室公布了中国载人月球车研制方案征集初选结果，14个团队提交了方案，其中11个进入专家评审阶段，2个进入方案详细设计阶段，另外6个继续开展载人月球车创新设计及单项优势技术开展深化。
2024年10月29日，中國載人航天工程辦公室公布第二轮竞争择优评审结果，宣布中国航天科技集团上海航天技术研究院和空间技术研究院团队分获初样研制评选前两名，按照不同经费支持比例获签月球车初样研制合同，将并行开展研制。后续根据初样研制成果，载人办公室再决定月球车正样研制团队。另有北京航空航天大学、上海交通大学、重庆大学和上海龙创汽车设计公司等4个团队在创新设计或单项技术上具有独创亮点，获得经费补助，鼓励其将有关创新设计融入到载人月球车研制工作中。同时，面向社会启动中国载人月球车征名活动。
2025年2月12日（元宵节），中國載人航天工程辦公室经社会征集命名和专家遴选评审后，宣布将中国载人月球车命名为“探索”，并表示该车辆已进入初样研制阶段。巧合的是，“探索”也曾是2013年命名的中国探月工程嫦娥三号月球车候选名称之一。

## 设计
中国载人月球车质量约200千克，能承载2名航天员驾驶，在距离揽月着陆器10公里的范围内活动。载人月球车采用模块化可折叠构型，在月面部署后，具备崎岖地形快速移动、导航定位、安全辅助、对地实时通信和载荷物资高效运输等功能，并能与其它设施设备协同作业，开展月面人机联合探测。
载人月球车造型以现代科技感、越野感为主要设计风格，有机融合中国传统文化元素，彰显中国先进科技力量和深厚文化底蕴。